# Petrosia pulvilla
Petrosia pulvilla är en svampdjursart som beskrevs av Thiele 1899. Petrosia pulvilla ingår i släktet Petrosia och familjen Petrosiidae. Inga underarter finns listade i Catalogue of Life.